# Bukovački Antunovac
Bukovački Antunovac – wieś w Chorwacji, w żupanii virowiticko-podrawskiej, w gminie Nova Bukovica. W 2011 roku liczyła 198 mieszkańców.